# Reishia
Reishia is een geslacht van weekdieren uit de klasse van de Gastropoda (slakken).

## Soorten
- Reishia bitubercularis (Lamarck, 1822)
- Reishia bronni (Dunker, 1860)
- Reishia clavigera (Küster, 1860)
- Reishia jubilaea (Tan & Sigurdsson, 1990)
- Reishia keluo (Tan & Liu, 2001)
- Reishia luteostoma (Holten, 1803)
- Reishia okutanii Thach, 2016
- Reishia problematica (Baker, 1891)